# 解剖学における運動の表現
解剖学における運動の表現（かいぼうがくにおけるうんどうのひょうげん）では、解剖学における運動に関する表現について述べる。
解剖学における運動の表現は、正確を期して厳密に定義されており、日常の表現とは食い違うことがあるので注意を要する。基本的な運動表現は関節可動域を参照。

## 動き
- 屈曲：関節の角度を小さくする運動
- 伸展：関節の角度を大きくする運動
- 過屈曲：関節角度が0度を下回った場合の運動
- 過伸展：関節角度が180度を超えてもっと大きくなった場合の運動
- 外転：体肢を身体の中心面から遠ざける
- 内転：体肢を身体の中心面に近づける
- 過外転：上腕を外側から上に上げる
- 過内転：上腕を内側から上に上げる
- 回旋：頸部や胸腰部などを垂直軸を中心にして回る運動
- 過回旋：
- 外旋：体の前方に向かうある部分を外方へ向ける運動。例として肩関節の場合は肘を屈曲して前方に伸ばした前腕を外方へ移動する。
- 内旋：体の前方に向かうある部分を内方へ向ける運動。例として肩関節の場合は肘を屈曲して前方に伸ばした前腕を内方へ移動する。
- 回外：前腕軸を中心にして、手掌を上に向ける運動
- 回内：前腕軸を中心にして、手掌を下に向ける運動
- 側屈：体の一部を側方に向かって曲げる運動。
- 過側屈：

## 上肢測定

### 肩甲帯
- 屈曲（外転）:参考可動域は20度。基本軸は両側の肩峰を結ぶ線。移動軸は頭頂と肩峰を結ぶ線。
- 伸展（内転）:参考可動域は20度。基本軸は両側の肩峰を結ぶ線。移動軸は頭頂と肩峰を結ぶ線。
- 挙上:参考可動域は20度。基本軸は両側の肩峰を結ぶ線。移動軸は肩峰と胸骨上縁を結ぶ線。測定肢位及び注意点は背面から測定する。
- 引き下げ（下制）:参考可動域は10度。基本軸は両側の肩峰を結ぶ線。移動軸は肩峰と胸骨上縁を結ぶ線。測定肢位及び注意点は背面から測定する。
- 上方回旋:
- 下方回旋:

### 肩
- 屈曲（前方挙上）:参考可動域は180度。基本軸は肩峰を通る床への垂直線（立位または座位）。移動軸は上腕骨。測定肢位及び注意点は前腕は中間位とし、体幹は動かないよう固定、脊柱が前後屈しないように注意する。
- 伸展（後方挙上）:参考可動域は50度。基本軸は肩峰を通る床への垂直線（立位または座位）。移動軸は上腕骨。測定肢位及び注意点は前腕は中間位とし、体幹は動かないよう固定、脊柱が前後屈しないように注意する。
- 外転（側方挙上）:参考可動域は180度。基本軸は肩峰を通る床への垂直線（立位または座位）。移動軸は上腕骨。測定肢位及び注意点は体幹の側屈が起こらないように90度以上になったら前腕を回外することを原則としている。
- 内転:参考可動域は0度。基本軸は肩峰を通る床への垂直線（立位または座位）。移動軸は上腕骨。測定肢位及び注意点は体幹の側屈が起こらないように90度以上になったら前腕を回外することを原則としている。
- 外旋:参考可動域は60度。基本軸は肘を通る前額面への垂直線。移動軸は尺骨。測定肢位及び注意点は上腕を体幹に接して、肘関節を前方90度に屈曲した肢位で行い、前腕は中間位とする。
- 内旋:参考可動域は80度。基本軸は肘を通る前額面への垂直線。移動軸は尺骨。測定肢位及び注意点は上腕を体幹に接して、肘関節を前方90度に屈曲した肢位で行い、前腕は中間位とする。
- 水平屈曲（水平内転）:参考可動域は135度。基本軸は肩峰を通る矢状面への垂直線。移動軸は上腕骨。測定肢位及び注意点は肩関節を90度外転位とする。
- 水平伸展（水平外転）:参考可動域は30度。基本軸は肩峰を通る矢状面への垂直線。移動軸は上腕骨。測定肢位及び注意点は肩関節を90度外転位とする。

### 肘
- 屈曲:参考可動域は145度。基本軸は上腕骨。移動軸は橈骨。測定肢位及び注意点は前腕は回外位とする。
- 伸展:参考可動域は5度。基本軸は上腕骨。移動軸は橈骨。測定肢位及び注意点は前腕は回外位とする。

### 前腕
- 回内:参考可動域は90度。基本軸は上腕骨。移動軸は手指を伸展した手掌面。測定肢位及び注意点は肩の回旋が入らないように肘を90度に屈曲する。
- 回外:参考可動域は90度。基本軸は上腕骨。移動軸は手指を伸展した手掌面。測定肢位及び注意点は肩の回旋が入らないように肘を90度に屈曲する。

### 手
- 屈曲（掌屈）:参考可動域は90度。基本軸は橈骨。移動軸は第2中手骨。測定肢位及び注意点は前腕は中間位とする。
- 伸展（背屈）:参考可動域は70度。基本軸は橈骨。移動軸は第2中手骨。測定肢位及び注意点は前腕は中間位とする。
- 橈屈:参考可動域は25度。基本軸は前腕の中央線。移動軸は第3中手骨。測定肢位及び注意点は前腕を回内位で行う。
- 尺屈:参考可動域は55度。基本軸は前腕の中央線。移動軸は第3中手骨。測定肢位及び注意点は前腕を回内位で行う。

## 手指測定

### 母指
- 橈側外転:参考可動域は60度。基本軸は示指（橈骨の延長上）。移動軸は母指。測定肢位及び注意点は運動は手掌面とし、以下の手指の運動は、原則として手指の背側に角度計をあてる。
- 尺側内転:参考可動域は0度。基本軸は示指（橈骨の延長上）。移動軸は母指。測定肢位及び注意点は運動は手掌面とし、以下の手指の運動は、原則として手指の背側に角度計をあてる。
- 掌側外転:参考可動域は90度。基本軸は示指（橈骨の延長上）。移動軸は母指。測定肢位及び注意点は運動は手掌面に直角な面とする。
- 掌側内転:参考可動域は0度。基本軸は示指（橈骨の延長上）。移動軸は母指。測定肢位及び注意点は運動は手掌面に直角な面とする。
- 屈曲（MCP）:参考可動域は60度。基本軸は第1中手骨。移動軸は第1基節骨。
- 伸展（MCP）:参考可動域は10度。基本軸は第1中手骨。移動軸は第1基節骨。
- 屈曲（IP）:参考可動域は80度。基本軸は第1基節骨。移動軸は第1末節骨。
- 伸展（IP）:参考可動域は10度。基本軸は第1基節骨。移動軸は第1末節骨。

### 指
- 屈曲（MCP）:参考可動域は90度。基本軸は第2-5中手骨。移動軸は第2-5基節骨。測定肢位及び注意点はDIPは10度の過伸展をとりうる。
- 伸展（MCP）:参考可動域は45度。基本軸は第2-5中手骨。移動軸は第2-5基節骨。測定肢位及び注意点はDIPは10度の過伸展をとりうる。
- 屈曲（PIP）:参考可動域は100度。基本軸は第2-5基節骨。移動軸は第2-5中節骨。測定肢位及び注意点はDIPは10度の過伸展をとりうる。
- 伸展（PIP）:参考可動域は0度。基本軸は第2-5基節骨。移動軸は第2-5中節骨。測定肢位及び注意点はDIPは10度の過伸展をとりうる。
- 屈曲（DIP）:参考可動域は80度。基本軸は第2-5中節骨。移動軸は第2-5末節骨。測定肢位及び注意点はDIPは10度の過伸展をとりうる。
- 伸展（DIP）:参考可動域は0度。基本軸は第2-5中節骨。移動軸は第2-5末節骨。測定肢位及び注意点はDIPは10度の過伸展をとりうる。
- 外転:基本軸は第3中手骨延長線。移動軸は第2、4、5指軸。測定肢位及び注意点は中指の運動は橈側外転、尺側外転とする。
- 内転:基本軸は第3中手骨延長線。移動軸は第2、4、5指軸。測定肢位及び注意点は中指の運動は橈側外転、尺側外転とする。

## 下肢測定

### 股
- 屈曲:参考可動域は125度。基本軸は体幹と平行な線。移動軸は大腿骨（大転子と大腿骨外側上顆の中心を結ぶ線）。測定肢位及び注意点は骨盤と脊柱を十分に固定する。屈曲は背臥位、膝伸展位で行う。
- 伸展:参考可動域は15度。基本軸は体幹と平行な線。移動軸は大腿骨（大転子と大腿骨外側上顆の中心を結ぶ線）。測定肢位及び注意点は骨盤と脊柱を十分に固定する。屈曲は背臥位、膝伸展位で行う。
- 外転:参考可動域は45度。基本軸は両側の上前腸骨棘を結ぶ線の垂直線。移動軸は大腿中央線（上前腸骨棘より膝蓋骨中心を結ぶ線）。測定肢位及び注意点は背臥位で骨盤を固定する。下肢は伸展しないようにする。内転の場合は、反対側の下肢を屈曲挙上してその下を通して内転させる。
- 内転:参考可動域は20度。基本軸は両側の上前腸骨棘を結ぶ線の垂直線。移動軸は大腿中央線（上前腸骨棘より膝蓋骨中心を結ぶ線）。測定肢位及び注意点は背臥位で骨盤を固定する。下肢は伸展しないようにする。内転の場合は、反対側の下肢を屈曲挙上してその下を通して内転させる。
- 外旋:参考可動域は45度。基本軸は膝蓋骨より下ろした垂直線。移動軸は下腿中央線（膝蓋骨中心より足関節内外果中央を結ぶ線）。測定肢位及び注意点は背臥位で股関節と膝関節を90度屈曲位にして行う。骨盤の代償を少なくする。
- 内旋:参考可動域は45度。基本軸は膝蓋骨より下ろした垂直線。移動軸は下腿中央線（膝蓋骨中心より足関節内外果中央を結ぶ線）。測定肢位及び注意点は背臥位で股関節と膝関節を90度屈曲位にして行う。骨盤の代償を少なくする。

### 膝
- 屈曲:参考可動域は130度。基本軸は大腿骨。移動軸は腓骨（腓骨頭と外果を結ぶ線）。測定肢位及び注意点は屈曲は股関節を屈曲位で行う。
- 伸展:参考可動域は0度。基本軸は大腿骨。移動軸は腓骨（腓骨頭と外果を結ぶ線）。測定肢位及び注意点は屈曲は股関節を屈曲位で行う。

### 足
- 屈曲（底屈）:参考可動域は45度。基本軸は腓骨への垂直線。移動軸は第5中足骨。測定肢位及び注意点は股関節を屈曲位で行う。
- 伸展（背屈）:参考可動域は20度。基本軸は腓骨への垂直線。移動軸は第5中足骨。測定肢位及び注意点は股関節を屈曲位で行う。

### 足部
- 外がえし:参考可動域は20度。基本軸は下腿線への垂直線。移動軸は足底線。測定肢位及び注意点は股関節を屈曲位で行う。
- 内がえし:参考可動域は30度。基本軸は下腿線への垂直線。移動軸は足底線。測定肢位及び注意点は股関節を屈曲位で行う。
- 外転:参考可動域は10度。基本軸は第1、第2中足骨の間の中央線。移動軸は第1、第2中足骨の間の中央線。測定肢位及び注意点は足底で足の外縁または内縁で行うこともある。
- 内転:参考可動域は20度。基本軸は第1、第2中足骨の間の中央線。移動軸は第1、第2中足骨の間の中央線。測定肢位及び注意点は足底で足の外縁または内縁で行うこともある。

### 母指（趾）
- 屈曲（MTP）:参考可動域は35度。基本軸は第1中足骨。移動軸は第1基節骨。
- 伸展（MTP）:参考可動域は60度。基本軸は第1中足骨。移動軸は第1基節骨。
- 屈曲（IP）:参考可動域は60度。基本軸は第1基節骨。移動軸は第1末節骨。
- 伸展（IP）:参考可動域は0度。基本軸は第1基節骨。移動軸は第1末節骨。

### 足指
- 屈曲（MTP）:参考可動域は35度。基本軸は第2-5中足骨。移動軸は第2-5基節骨。
- 伸展（MTP）:参考可動域は40度。基本軸は第2-5中足骨。移動軸は第2-5基節骨。
- 屈曲（PIP）:参考可動域は35度。基本軸は第2-5基節骨。移動軸は第2-5中節骨。
- 伸展（PIP）:参考可動域は0度。基本軸は第2-5基節骨。移動軸は第2-5中節骨。
- 屈曲（DIP）:参考可動域は50度。基本軸は第2-5中節骨。移動軸は第2-5末節骨。
- 伸展（DIP）:参考可動域は0度。基本軸は第2-5中節骨。移動軸は第2-5末節骨。

## 体幹測定

### 頚部
- 屈曲（前屈）:参考可動域は60度。基本軸は肩峰を通る床への垂直線。移動軸は外耳孔と両頂を結ぶ線。測定肢位及び注意点は頭部体幹の側面で行い、原則として腰かけ座位とする。
- 伸展（後屈）:参考可動域は50度。基本軸は肩峰を通る床への垂直線。移動軸は外耳孔と両頂を結ぶ線。測定肢位及び注意点は頭部体幹の側面で行い、原則として腰かけ座位とする。
- 回旋:参考可動域は左右ともに60度。基本軸は両側の肩峰を結ぶ線への垂直線。移動軸は鼻梁と後頭結節を結ぶ線。測定肢位及び注意点は腰かけ座位で行う。
- 側屈:参考可動域は左右ともに50度。基本軸は第7頚椎棘突起と第1仙椎の棘突起を結ぶ線。移動軸は頭頂と第7頚椎棘突起を結ぶ線。測定肢位及び注意点は体幹の背面で行い、腰かけ座位とする。

### 腰胸部
- 屈曲（前屈）:参考可動域は45度。基本軸は仙骨後面。移動軸は第1胸椎棘突起と第5腰椎棘突起を結ぶ線。測定肢位及び注意点は体幹側面より行い、立位、腰かけ座位または側臥位で行う。股関節の運動が入らないように行う。
- 伸展（後屈）:参考可動域は30度。基本軸は仙骨後面。移動軸は第1胸椎棘突起と第5腰椎棘突起を結ぶ線。測定肢位及び注意点は体幹側面より行い、立位、腰かけ座位または側臥位で行う。股関節の運動が入らないように行う。
- 回旋:参考可動域は左右ともに40度。基本軸は両側の上後腸骨棘を結ぶ線。移動軸は両側の肩峰を結ぶ線。測定肢位及び注意点は座位で骨盤を固定して行う。
- 側屈:参考可動域は左右ともに50度。基本軸はヤコビ線（Jacoby line）の中点にたてた垂直線。移動軸は第1胸椎棘突起と第5腰椎棘突起を結ぶ線。測定肢位及び注意点は体幹の背面で行う。腰かけ座位または立位で行う。

## その他

### 肩
- 外旋:参考可動域は90度。基本軸は肘を通る前額面への垂直線。移動軸は尺骨。測定肢位及び注意点は前腕は中間位とする。肩関節は90度外転し、かつ肘関節は90度屈曲した肢位で行う。
- 内旋:参考可動域は70度。基本軸は肘を通る前額面への垂直線。移動軸は尺骨。測定肢位及び注意点は前腕は中間位とする。肩関節は90度外転し、かつ肘関節は90度屈曲した肢位で行う。
- 内転:参考可動域は75度。基本軸は肩峰を通る床への垂直線。移動軸は上腕骨。測定肢位及び注意点は20度または45度肩関節屈曲位で行い、立位で行う。

### 母指
- 対立:測定肢位及び注意点は母指先端と小指基部（または先端）との距離（cm）で表示する。

### 指
- 外転:基本軸は第3中手骨延長線。移動軸は2、4、5指軸。測定肢位及び注意点は中指先端と2、4、5指先端との距離（cm）で表示する。
- 内転:基本軸は第3中手骨延長線。移動軸は2、4、5指軸。測定肢位及び注意点は中指先端と2、4、5指先端との距離（cm）で表示する。
- 屈曲:測定肢位及び注意点は指尖と近位手掌皮線（proximal palmar crease）または遠位手掌皮線（distal palmar crease）との距離（cm）で表示する。

### 腰胸部
- 屈曲:測定肢位及び注意点は最大屈曲は、指先と床との間の距離（cm）で表示する。

## 顎関節
開口位で上顎の正中線で上歯と下歯の先端との距離（cm）で表示する。左右偏位（lateral deviation）は上顎の正中線を軸として下歯列の動きの距離を左右ともcmで表示する。参考値は上下第1切歯列対向縁線間の距離5.0cm。左右偏位は1.0cmである。